# Stylopoma magnovicellata
Stylopoma magnovicellata is een mosdiertjessoort uit de familie van de Schizoporellidae. De wetenschappelijke naam van de soort is voor het eerst geldig gepubliceerd in 1954 door Silén.